# 곤도 마리에
곤도 마리에(近藤 麻理恵, 1984년 10월 9일 ~ )는 일본의 정리수납 전문가, 작가, 방송 진행자이다. 넷플릭스 프로그램 《곤도 마리에: 설레지 않으면 버려라》를 통해 전 세계적으로 이름을 알렸으며, 이를 통해 프라임타임 에미상 후보에도 올랐다. 2011년 저서 《정리의 힘》은 일본과 유럽 시장에서 베스트셀러에 올랐다. 타임지 선정 2015년 "영향력 있는 100대 인물" 중 한 명으로 선정되었다.